# Cydros melzeri
Cydros melzeri là một loài bọ cánh cứng trong họ Cerambycidae.